# David Farragut

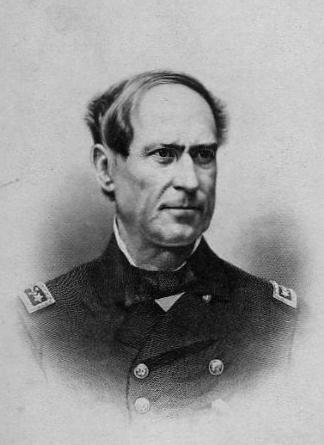
David Glasgow Farragut 1866.

David Glasgow Farragut, född 5 juli 1801, död 14 augusti 1870, var en amerikansk sjömilitär.
Farragut inträdde i marinen 1810, blev konteramiral 1862 och amiral 1866. I sin ungdom deltog Farragut med utmärkelse i kriget mot Storbritannien 1812-15 och fick efter nordamerikanska inbördeskrigets utbrott 1862 befälet över nordstaternas Western gulf squadron, som under Farraguts befäl satte sig i besittning av Mississippimynningen och intog New Orleans i april samma år. I augusti 1864 erövrade Farragut sydstaternas sista marina stödjepunkt Mobile Bay efter att ha besegrat den där befintliga fientliga eskadern, och 1866 trädde han i spetsen för USA:s samtliga sjöstridskrafter.